# Juan Torquemada
Juan de Torquemada (ur. 1388 w Valladolid  – zm. 26 września 1468 w Rzymie) – hiszpański kardynał, dominikanin. Stryj Tomasa de Torquemada, wielkiego inkwizytora Hiszpanii w latach 1483-98.

## Życiorys
Pochodził z Palencii w królestwie Kastylii. W wieku 15 lat wstąpił do zakonu dominikańskiego w konwencie San Pablo w Valladolid. Studiował na uniwersytetach w Salamance i Paryżu, uzyskując tytuły licencjata (1424) i magistra (1425) teologii. Następnie został profesorem na uniwersytecie w Valladolid oraz przeorem w miejscowym konwencie dominikanów (w 1431 został przeniesiony do konwentu w Toledo).
W 1432 przybył na Sobór w Bazylei w podwójnym charakterze przedstawiciela generała zakonu dominikanów oraz ambasadora króla Kastylii Jana II. Na soborze bronił autorytetu papieskiego przed atakami koncyliarystów, wspomagając kardynała Giuliano Cesarini, przewodniczącego obrad z ramienia papieża Eugeniusza IV. Poparł także przeniesienie obrad do Ferrary. W nagrodę Eugeniusz IV 4 marca 1435 mianował go Mistrzem Świętego Pałacu.
Po kolejnym przeniesieniu obrad soboru (tym razem do Florencji) Torquemada włączył się aktywnie w rozmowy teologiczne w ramach przygotowań do unii z Kościołem Greckim. W trakcie tych rozmów zaprzyjaźnił się z przyszłym kardynałem Bessarionem. W 1439 został wysłany jako legat papieski do Francji, gdzie bezskutecznie próbował odwieść króla Karola VII od popierania Soboru Bazylejskiego oraz od ratyfikowania Sankcji Pragmatycznej z Bourges (1438). W trakcie pobytu we Francji otrzymał informację, że papież Eugeniusz IV w dniu 18 grudnia 1439 mianował go kardynałem prezbiterem. Był odtąd znany jako Kardynał San Sisto (od kościoła tytularnego, jaki pierwotnie otrzymał, w 1446 wymienił go na Santa Maria in Trastevere). W następnych latach był także biskupem Kadyksu (1440-42), Orense (1442-45 i ponownie 1463-66), León (1460-63), nadto otrzymał szereg pomniejszych beneficjów głównie na terenie Hiszpanii (m.in. dziekanat kapituły w Orense 1449-63). 1455-60 był administratorem diecezji podmiejskiej Palestriny, a następnie jej kardynałem biskupem 1460-63. Uczestniczył w konklawe 1447, 1455, 1458 i 1464. Kardynał biskup Sabiny od 5 maja 1463. Zmarł w dominikańskim konwencie Santa Maria sopra Minerva w Rzymie i tam został pochowany.
Kardynał Torquemada był jednym z najsłynniejszych i najbardziej cenionych teologów w XV stuleciu. Swojemu dziełu "Summa de Ecclesia" zawdzięcza przydomek "ojca katolickiej eklezjologii". Był autorem szeregu prac m.in. na temat władzy papieża i soboru, w których bronił prymatu papieża zwalczając argumenty koncyliarystyczne. Był także zwolennikiem koncepcji Niepokalanego Poczęcia Matki Bożej. Wspierał reformy w zakonie dominikańskim. Swoje dochody z licznych beneficjów przeznaczał głównie na cele dobroczynne. W Rzymie i Florencji ufundował towarzystwa pomocy dla dziewcząt z biednych rodzin, zajmował się też wykupem chrześcijańskich jeńców z tureckiej niewoli. Współfinansował ekspedycje zbrojne przeciw Turkom, zagrażającym południowo-wschodniej Europie. W opactwie Subiaco, gdzie był opatem komendatoryjnym (od 1455), ufundował prasę drukarską.

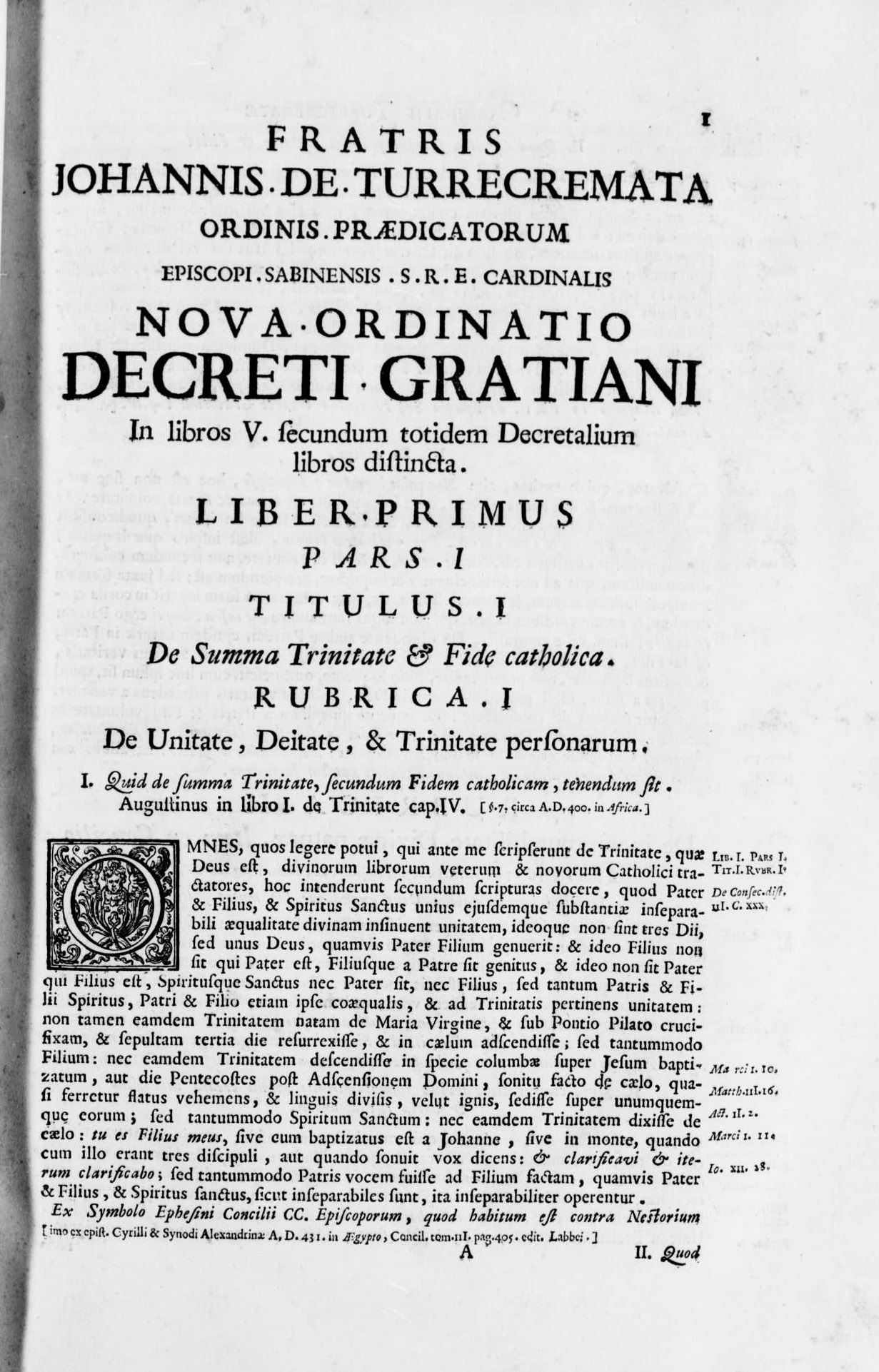
Decretum Gratiani, 1727